# Kwarts-microbalans
Een kwarts-microbalans is een stukje piëzo-elektrisch materiaal (bijvoorbeeld kwarts) dat gebruikt wordt om afzetting van materiaal op te meten. Zo kan het opdampen van een laagje metaal, of het neerslaan van een suspensie gemeten worden. 
Door de massatoename zal de resonantiefrequentie van het stukje piëzo-elektrisch materiaal veranderen. Dit kan opgemeten worden door een wisselspanning over het materiaal aan te leggen, en de faseverschuiving tussen de opgelegde spanning en de gemeten stroom te meten of door het stukje kristal op te nemen in een kristaloscillator, waarmee de verschuivende frequentie rechtstreeks gemeten kan worden.